# Lombard Street (Londres)

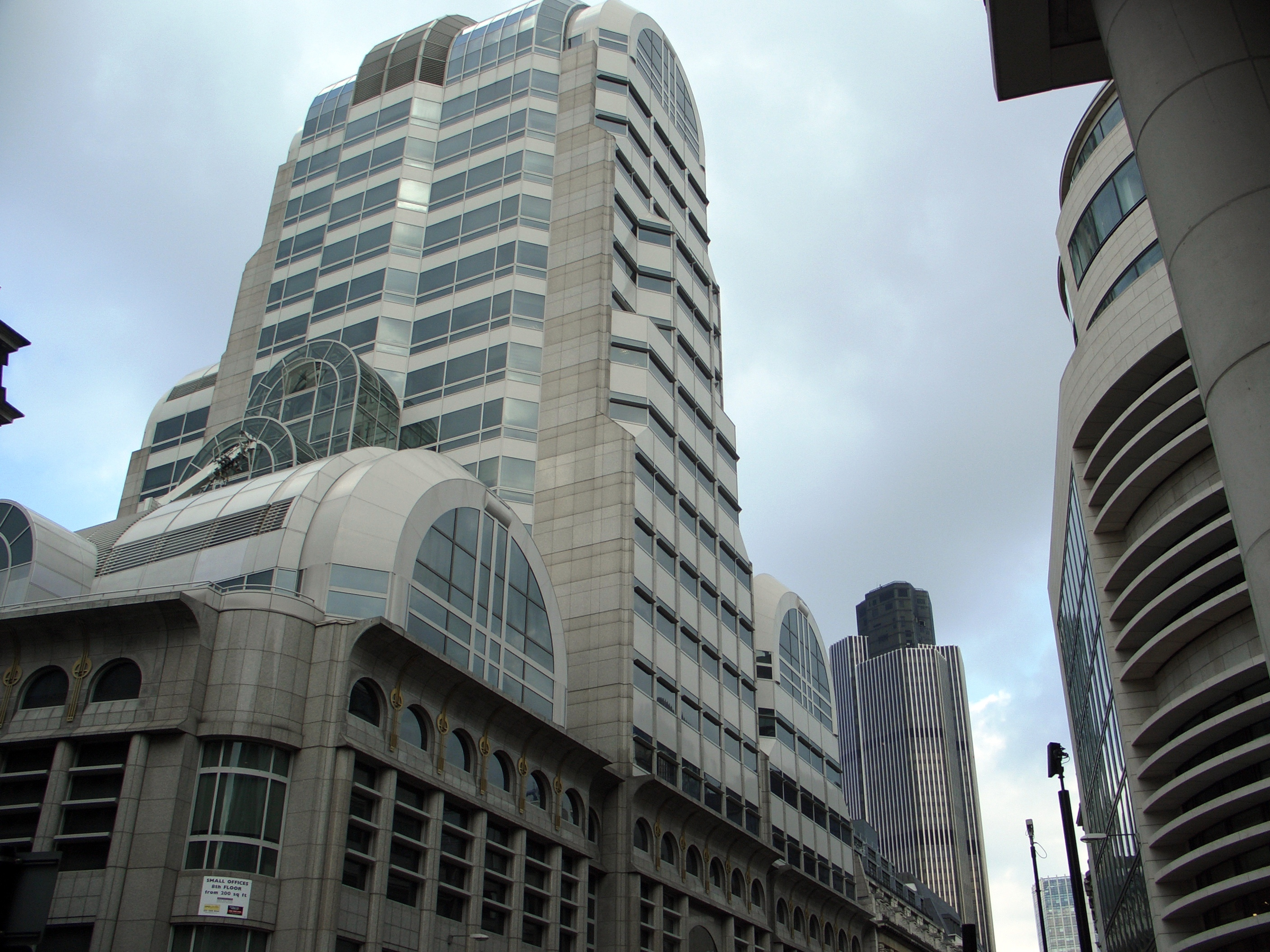
Gratacel al número 54, dissenyat per GMW Architects i antiga seu de Barcklays Bank

Lombard Street és un carrer a la City, Londres (Anglaterra).
Va de nord-oest des de la cantonada del Banc d'Anglaterra, on toca una intersecció important que inclou Poultry, King William Street, and Threadneedle Street, fins al sud-est a Gracechurch Street.

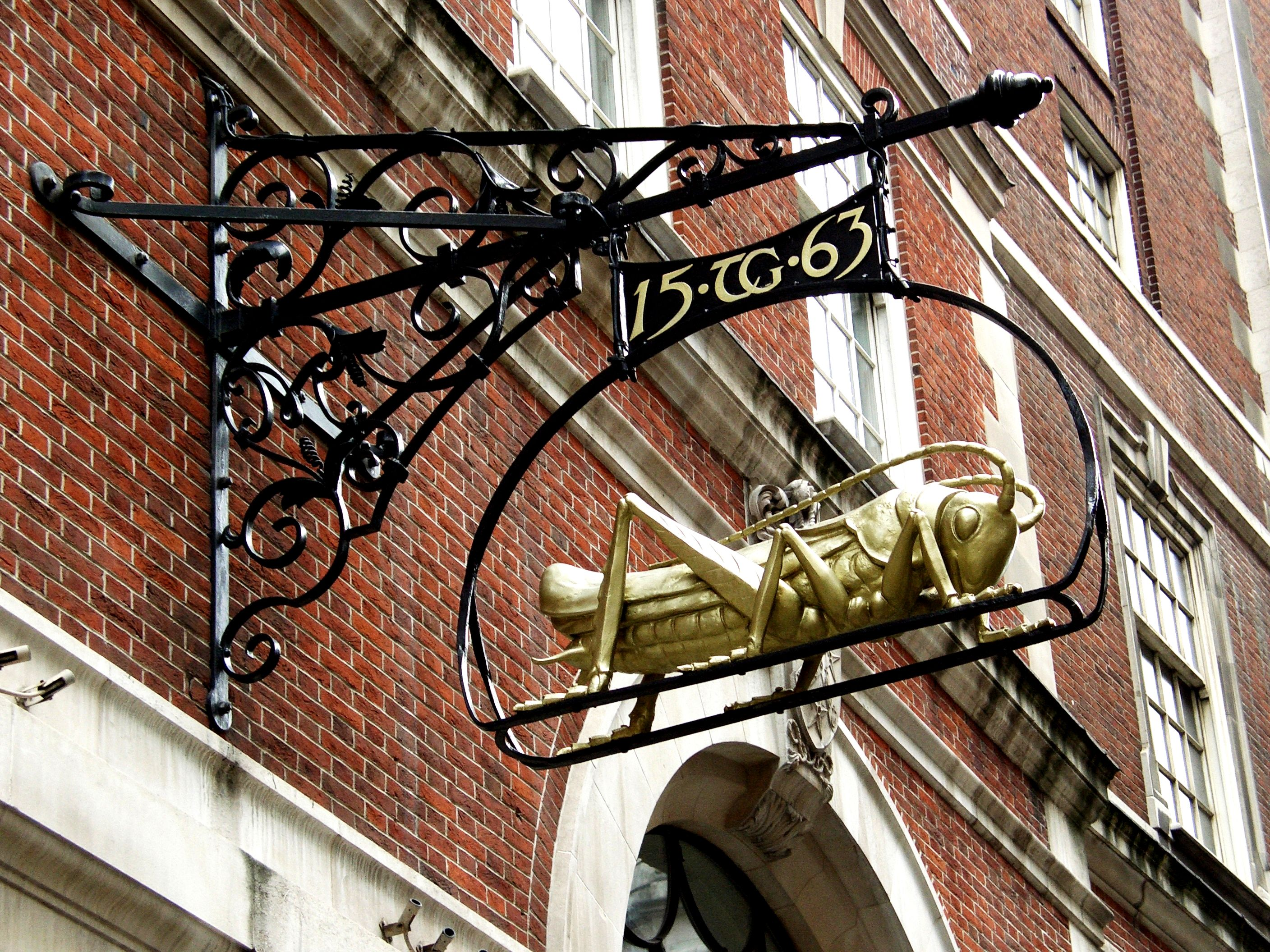
Pub a Lombard Street

El seu nom prové dels banquers italians provinents de la regió de Llombardia, Itàlia, que s'hi establiren al segle xiii. Encara és un enclavament bancari.
És el lloc de l'església de Saint Mary Woolnoth, i el número 54 fou l'oficina central del Barclays Bank abans que es desplacessin a Canary Wharf. Fins a finals de la dècada del 1980 la majoria dels bancs britànics tenien les seves oficines centrals a Lombard Street.